# Datsun
Datsun je značka japonských automobilů Nissan.

## Historie
Historie značky Datsun začala v roce 1912 založením automobilky Kwaishunsha. O dva roky později se objevil automobil, který byl podle počátečních písmen majitelů firmy (Den, Aojama a Tekeuči) pojmenován DAT. V roce 1931 následoval prototyp malého vozu, který byl pojmenován jako syn modelu DAT – Datson. Toto jméno se brzy proměnilo v Datsun, protože „son“ v japonštině znamená „ztráta“. Od roku 1934 se firma jmenuje Nissan Džikóša Kaiša; značka Datsun se však zachovala až do roku 1983.

## Oživení značky v roce 2013
Nissan oživil značku Datsun v roce 2013 pro trhy v Indonésii, Jižní Africe, Indii a Rusku.

## Galerie

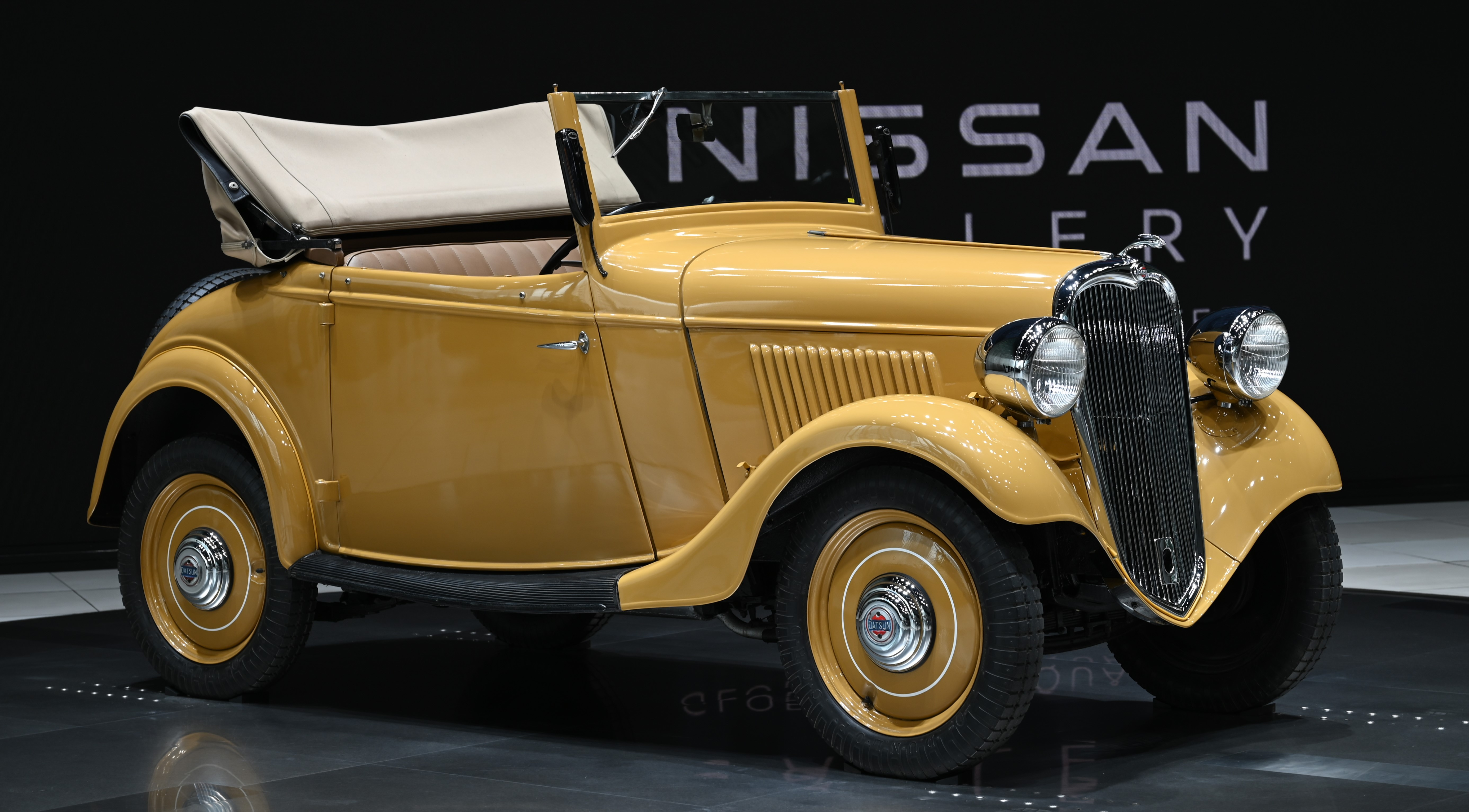
Datsun 14 roadster (výroba 1935–1936)
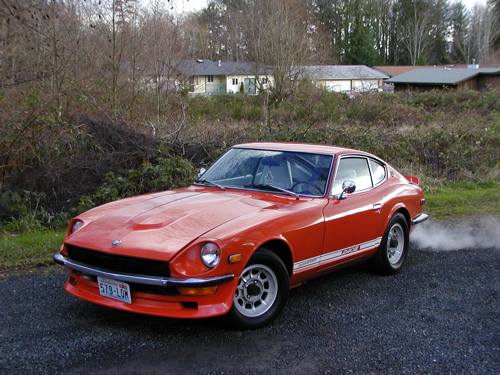
Datsun 240Z (výroba 1969–1975)
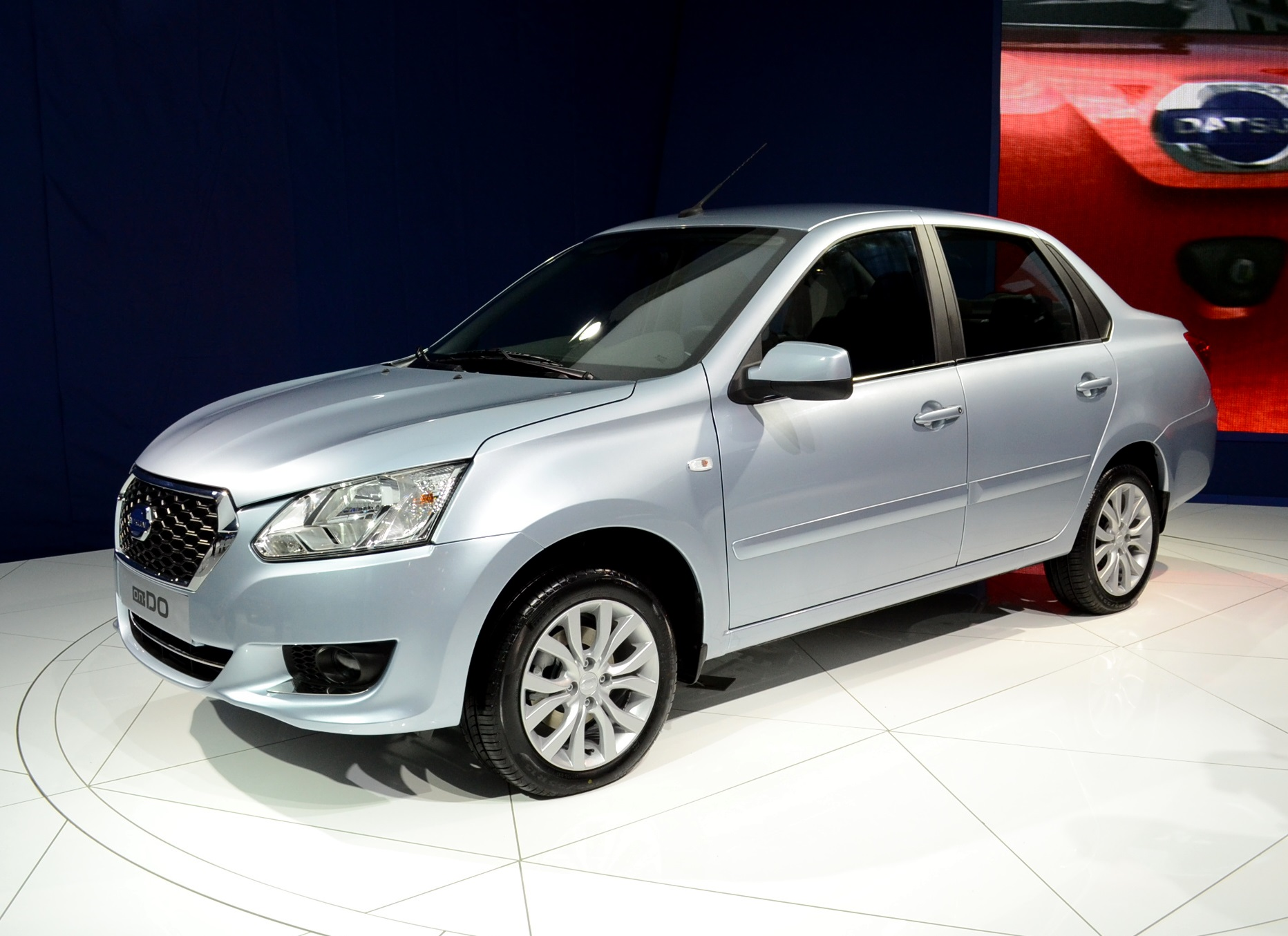
Datsun on-DO (výroba 2014–2020)
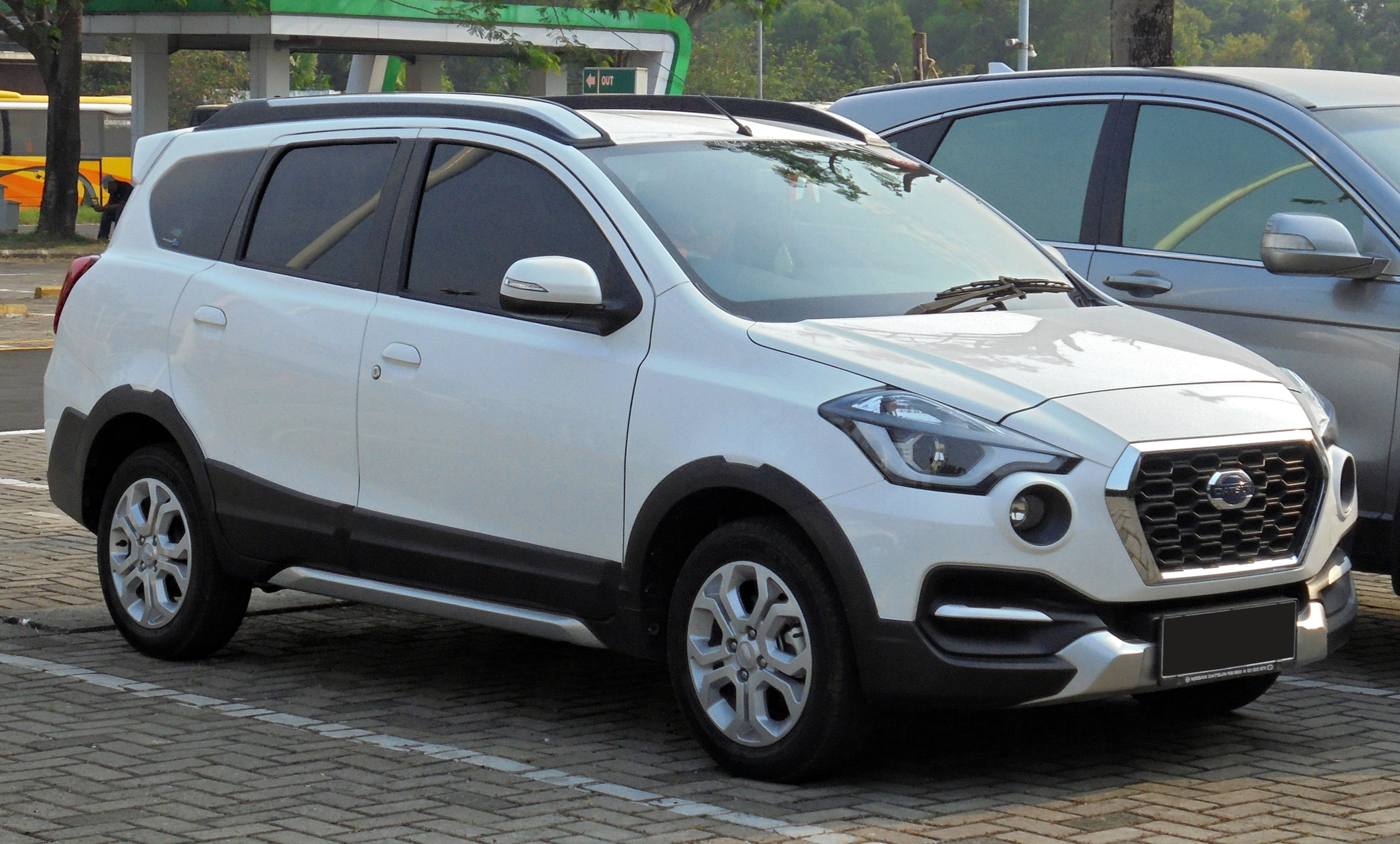
Datsun Cross 1.2 (výroba 2018–2020)